# 井上眞一 (バスケットボール)

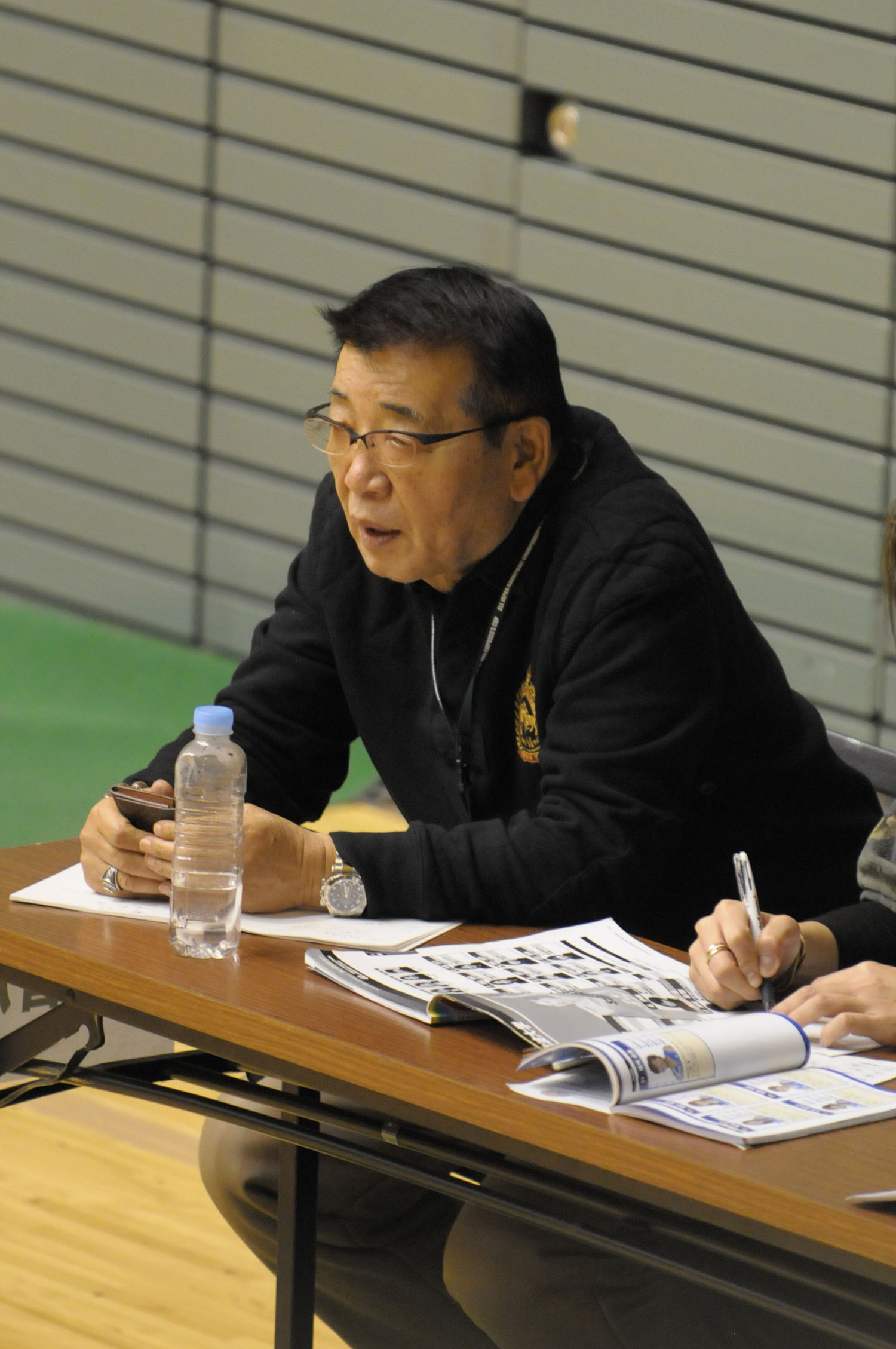
井上眞一監督、2013年1月2日

井上 眞一（いのうえ しんいち、1946年10月5日 - 2024年12月31日）は、愛知県名古屋市千種区出身のバスケットボール指導者。桜花学園高等学校バスケットボール部監督。

## 来歴
名古屋市立振甫中学校、愛知県立中村高等学校から早稲田大学に進みバスケットボール部に所属するも、いじめに近いしごきを受け、1カ月も経たずに退部。その後は同好会を作ってバスケットボールを続ける。
卒業後は医療機器メーカーに就職するも3ヶ月で退職、1971年の8月に教員採用試験を受け翌9月から名古屋市の中学校教員になる。当初は男子の指導をしていた。この間、全日本教員バスケットボール選手権大会に出場し優勝している。
名古屋市立楠中学校を経て名古屋市立守山中学校に異動、同校女子バスケットボール部で1980年より全中8連覇のうち6連覇まで導いた。
1986年、当時既に全国大会で上位に進出していた名古屋短期大学付属高校（現：桜花学園高校）の監督にプロコーチとして就任。1年目でインターハイ初優勝となり、以来インターハイ25回、ウインターカップ24回、国体22回の計71回の優勝を決めている。
また、1988年から2001年までは、全日本ジュニア（現U-18）のヘッドコーチとして国際大会でも指揮を執っていた。
2022年のインターハイは体調不良のため長門明日香アシスタントコーチが代行として指揮を執り、ウインターカップでもアシスタントコーチに回った。
2023年、日本バスケットボール殿堂に表彰される。
2024年12月31日、名古屋市内で死去した。78歳没。
2025年6月29日、名古屋市中区のホテルでお別れの会が開催された。

## 著書
- 『勝利にひそむ運と必然』（六法出版社、2001年）- 『日本最高峰のバスケ学 桜花流・上達論』（東邦出版、2018年、構成：三上太）として加筆修正のうえ再刊
- 『桜花学園高のファンダメンタル : 井上眞一コーチのメソッド』（ムック、ベースボール・マガジン社、2014年）- 監修。後に改題し単行本化「バスケットボール桜花学園高のファンダメンタル」、2016年